# HMS Agamemnon (1906)
O HMS Agamemnon foi um couraçado pré-dreadnought operado pela Marinha Real Britânica e a segunda e última embarcação da Classe Lord Nelson, depois do HMS Lord Nelson. Sua construção começou em maio de 1905 nos estaleiros da William Beardmore and Company em Dalmuir e foi lançado ao mar em junho do ano seguinte, sendo comissionado na frota britânica em junho de 1908. Era armado com uma bateria principal composta por quatro canhões de 305 milímetros montados em duas torres de artilharia duplas, tinha um deslocamento carregado de mais de dezoito mil toneladas e alcançava uma velocidade máxima de dezoito nós (33 quilômetros por hora).
O Agamemnon teve um início de carreira tranquilo, servindo primeiro na Frota Doméstica e depois na Frota do Canal. A Primeira Guerra Mundial começou em 1914 e sua primeira atividade foi escoltar a Força Expedicionária Britânica para a Terceira República Francesa. Foi enviado no ano seguinte para o Mar Mediterrâneo com o objetivo de atuar na Campanha de Galípoli, permanecendo na região depois do fim desta para barrar qualquer surtida do cruzador de batalha otomano Yavuz Sultan Selim para fora de Dardanelos. Voltou para casa em 1919 e foi descomissionado em março, sendo convertido em um navio alvo de tiro. Serviu nesta função até ser desmontado em 1927.